# Екранираща последователност
Екраниращата, още управляваща последователност (на английски: Escape sequence), е поредица от символи, използвани за промяна на състоянието на компютрите, както и на приложените към тях периферни устройства. Тя използва т. нар. „екраниращ символ“, за да промени значението на останалите символи след него.
В някои програмни езици се използва екраниращият символ \. Например в Perl или Python кодът:
print "Nancy said "Hello World!" to the crowd.";

ще изведе синтаксисна грешка. Затова се използва екраниращ символ, който да „екранира“ двойните кавички, така че накрая да се получи желаният резултат:
print "Nancy said \"Hello World!\" to the crowd."; ### пример за екраниране на ", чрез \

Други по-важни екраниращи последователности в програмирането са:
- \' – за екраниране на единична кавичка
- \\ – за екраниране на наклонена на ляво черта
- \n  – за екраниране на знака за нов ред
- \t – за екраниране на знака за табулация